# FIA ALTERNATIVE ENERGIES CUP ソーラーカーレース鈴鹿

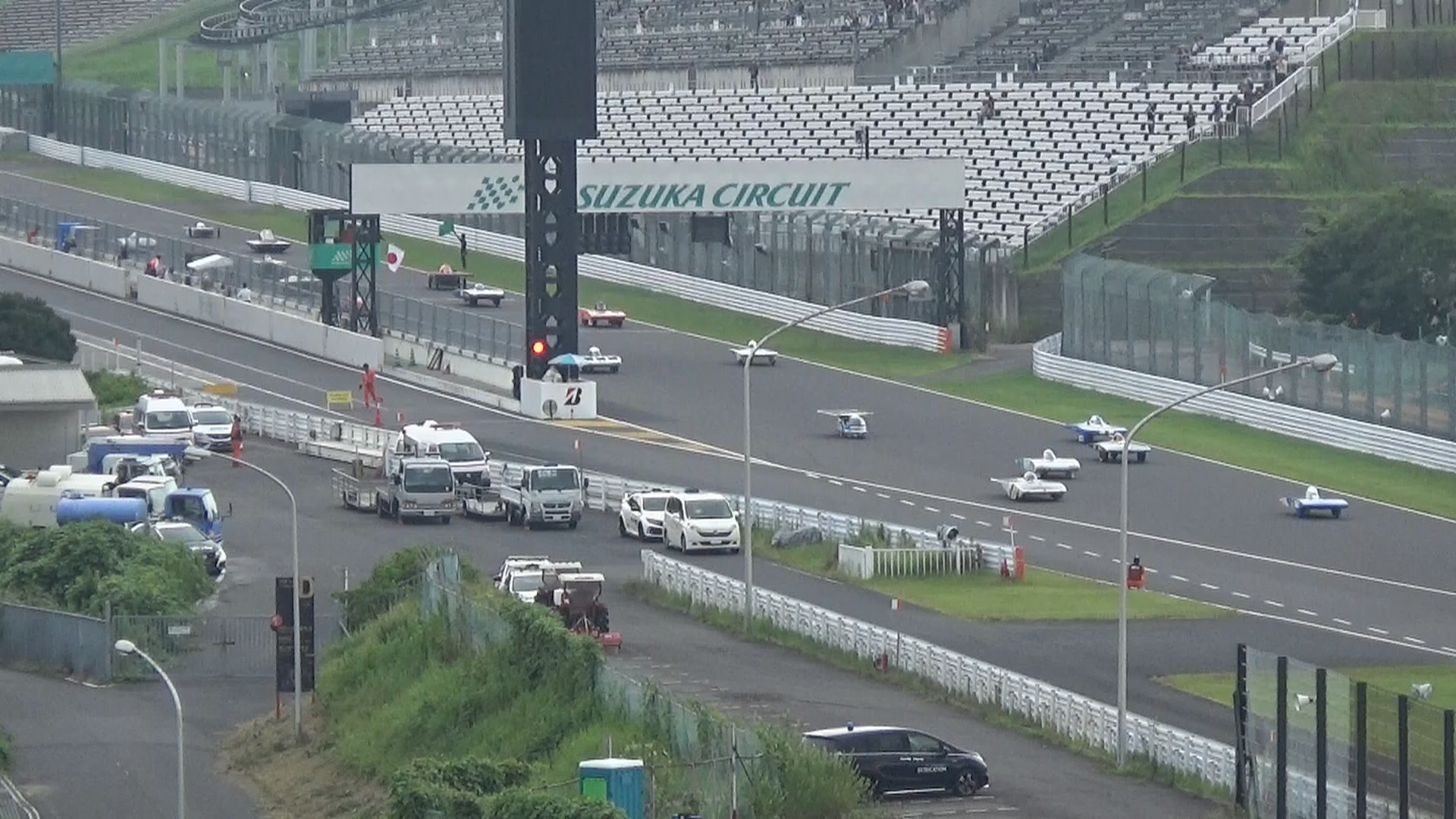
スタートシーン（2021年）

ソーラーカーレース鈴鹿（ソーラーカーレースすずか）とは、三重県鈴鹿市の鈴鹿サーキットで毎年8月に開催されるソーラーカーレースである。正式名称は『FIA Electric & New Energy Championship ソーラーカーレース鈴鹿』（エフアイエイ エレクトリック アンド ニュー エナジー チャンピオンシップ - ）。
近年では太陽電池の高効率化、複合材料による車体の軽量化、充電池の小型軽量化、パワーエレクトロニクスの発展による制御装置の効率向上、電動機の高出力化により全般的に高性能化が進み、晴天時には時速100km以上でのレース展開が繰り広げられる。
2020年、新型コロナウイルスの感染拡大を受けて多くのチームが制作・活動が困難となり、関係者の安全に最優先に考慮し、開催中止されることとなった。
鈴鹿サーキットは「技術が大きく進化し代替エネルギーのトレンドも変化した現在の社会状況のなかでソーラーカーレースがこれまで担ってきた役割を果たした」とし、2021年大会をもって終了すると発表した。

## レース概要
2日間にかけて実施される。2011年からは、金曜日は公式車検と予選を兼ねたフリー走行、土曜日にエンジョイI/IIクラスの4時間耐久、ドリーム、チャレンジ、オリンピアクラスの5時間耐久が行われる。
- 以前は1992年に3時間 - 2時間 - 3時間 - 2時間の4ヒート・10時間耐久で行われていた。
- 1993年から1998年までは土曜日に公式予選と3時間、日曜日に午前2時間、午後3時間の3ヒート・8時間耐久で行われていた。[4]
- 1999年から2010年まではドリーム・チャレンジクラスは2ヒート制で、土曜日に公式予選と8時間耐久レースの第1ヒート(4時間)、日曜日の午前にエンジョイクラスの4時間耐久、午後から8時間耐久第2ヒート(4時間)が行われていた。

大潟村のワールド・ソーラーカー・ラリーと双璧を成すレースで、ワールド・ソーラーカー・ラリーの方は平坦で直線部の多いコースで周回数を重ねるのとは対照的に、鈴鹿サーキットのフルコースを用い、起伏のあるカーブの多いコースでレースが繰り広げられる。

## レギュレーション

### 競技規則
- レースに参加するドライバーは「国際ソーラーカーライセンス」または「国際Cドライバーライセンス」以上が必要となる。
- また国際競技なので「メディカルサーティフィケイト（Medical Certificate：診断書、国際身体検査証）」の所持も義務付けられている。
  - 「国際ソーラーカーライセンス」は、ライセンス講習会を受講する必要がある。資格は受講日当日に16歳以上、18歳以上はJAF会員であること。
- 1999年からレース中のドライバー交代が義務付けられるようになった。2019年からは猛暑対策として「連続運転時間は2時間(2021年は1時間30分)を超えてはならない」ことと「ドリンクボトルの携行」が規則に追加された。

### 技術規則

#### 5時間耐久
- 現在ソーラーカー車両規則には国際自動車連盟（FIA）カテゴリーⅠとオリンピアクラスの2種類がある。
  - FIAカテゴリーⅠには太陽電池の出力に応じて複数のクラスがある。ただし、GaAs(ガリウムヒ素)製ソーラーパネルの使用はできない。
- 全クラスを通じて、ドライバーの最低重量（装備込み）は80kgで、足りない場合はバラストを搭載する。ドライバー交代時にバラストの積み替えはできない。また、2015年以降に制作された車両は4輪車両でなければならない

ドリーム(DREAM)クラス
1997年まではTOMORROWクラスと呼ばれていた。鉛以外のバッテリーの使用も認められるほか、ソーラーパネル出力も最低480Wで上限がない。
チャレンジ(CHALLENGE)クラス
1997年まではTODAYクラスと呼ばれていた。ソーラーパネル出力が480Wを以上800W以下のクラス。バッテリーは鉛のみ使用可。
- 車両寸法は全長:5.0m、全幅:1.8m、全高:1.6mを超えてはいけない[5]。
- 上記クラスについて、過去にソーラーカー競技に参加したことのある車両のみで、新規に車両製作することは認められていない。

オリンピア(OLYMPIA)クラス
2008年に追加されたカテゴリーで、FIAの代替エネルギー車両規則に定められたオリンピアクラス準拠のクラス。ソーラーパネル出力の制限はない。
- 車両寸法は全長:4.5m、全幅:1.8m、全高:1.6mを超えてはいけない。
- 車両（バッテリーを除く）の最低重量は100kg。

#### 4時間耐久
- 1999年からエンジョイクラス単独で4時間耐久として行われるようになり、2018年から国内格式となった。
- エントラントやドライバーも国内競技ライセンスでも出場でき「メディカルサーティフィケート」所持の義務もない。

エンジョイ(ENJOY)クラス
1995年に追加されたカテゴリーで、1997年までCOSMOクラスと呼ばれていた。
ソーラーパネル出力が480W以下でバッテリーは鉛のみ使用可。ドライバーの最低重量（装備込み）は70kg。
クラスはさらに「ENJOY I」（チームメンバーの5名以上が同年4月1日時点で18歳未満かつ高校・高専在学中）と「ENJOY II」（それ以外）の2クラスに分けられる。

## 歴史
レースは1992年以降毎年開催される。現在まで国内で継続的に開催されるソーラーカーによる競技としては最も長い歴史がある。
大会名称
名称のうしろに開催年が1999年までは下2桁、2000年以降は4桁で入る。
- 1992年 - 1994年 : ソーラーカーレース鈴鹿
- 1995年 - 1997年 : FIA ELECTRO-SOLAR CUP コスモ石油カップ ソーラーカーレース鈴鹿
- 1998年 - 2002年 : FIA ELECTRO-SOLAR CUP DREAM CUP ソーラーカーレース鈴鹿
- 2003年 - 2010年 : FIA ALTERNATIVE ENERGIES CUP DREAM CUP ソーラーカーレース鈴鹿
- 2011年 - 2013年 : FIA ALTERNATIVE ENERGIES CUP ソーラーカーレース鈴鹿
- 2014年 : FIA ALTERNATIVE ENERGIES CUP マイナビ ソーラーカーレース鈴鹿
- 2015年 - 2016年 : FIA ALTERNATIVE ENERGIES CUP ソーラーカーレース鈴鹿
- 2017年 - 2021年 : FIA Electric & New Energy Championship ソーラーカーレース鈴鹿